# Paxillus
Paxillus es un género de hongos basidiomiceto de la familia Paxillaceae, mayoritariamente tóxicos o no comestibles. Este género incluye las especies Paxillus involutus y Paxillus vernalis.

## Características
Una de las principales características de este género es que las branquias están bien separadas del sombrerillo y son bifurcadas, las esporas son de color ocre a marrón ocre y este hongo carece de un velo viscoso.